# Bashohli
Bashohli è una città dell'India di 5.865 abitanti, situata nel distretto di Kathua, nel territorio del Jammu e Kashmir. In base al numero di abitanti la città rientra nella classe V (da 5.000 a 9.999 persone).

## Geografia fisica
La città è situata a 32° 30' 0 N e 75° 49' 0 E e ha un'altitudine di 459 m s.l.m..

## Società

### Evoluzione demografica
Al censimento del 2001 la popolazione di Bashohli assommava a 5.865 persone, delle quali 3.125 maschi e 2.740 femmine. I bambini di età inferiore o uguale ai sei anni assommavano a 716, dei quali 385 maschi e 331 femmine. Infine, coloro che erano in grado di saper almeno leggere e scrivere erano 4.487, dei quali 2.569 maschi e 1.918 femmine.